# كريستيان رييس
كريستيان رييس (بالإنجليزية: Kristian Rees)‏ (6 يناير 1980 بأديلايد في أستراليا - ) هو لاعب كرة قدم أسترالي في مركز قلب الدفاع. لعب مع بارا هيلز نايتس وغولد كوست يونايتد ونادي أديلايد سيتي لكرة القدم ونادي أديلايد يونايتد ونادي ويلينغتون فينيكس وModbury Jets SC ‏ وBrunswick Juventus FC ‏ وGold Coast City FC ‏ وSalisbury United FC ‏.

## وصلات خارجية
- كريستيان رييس على موقع قاعدة بيانات كرة القدم.إي يو (الإنجليزية)